# Hermann Péter
Hermann Péter (Budapest, 1950. december 28. –) magyar szerkesztő.

## Életpályája
Szülei: Hermann Mihály és Pándi Matild. 1970-ben vették fel az Eötvös Loránd Tudományegyetem Bölcsészettudományi Karának történelem-lengyel szakára, ahol 1975-ben végzett. Eközben 1971–1972 között a Varsói Egyetemen tanult. 1975-ben rövid ideig a Sport Szálló telefonkezelője volt, majd átkerült a Kossuth Kiadóhoz, ahol kézirat-előkészítőként dolgozott 1975–1977 között, majd 1977-ben ennek szerkesztője lett 1984-ig. 1984–1985 között Magyar Hét technikai szerkesztője volt. 1985–1987 között a Reflektor Kiadó felelős szerkesztőjeként tevékenykedett. 1987–1989 között az Akadémiai Kiadó lexikonszerkesztőségének vezető szerkesztője volt. 1988–1989 között a Republikánus Kör és a Szabad Kezdeményezések Hálózata, illetve annak utódjának, az SZDSZ-nek alapító tagja volt. 1989–1997 között a Biográf Kiadó vezető szerkesztője volt. 1990–1994 között a Budapest XIII. kerületi önkormányzat képviselő-testületének tagjaként is dolgozott. 1998 óta a Poligráf Könyvkiadó ügyvezető igazgatója. 2008 óta a Balkon című kortárs képzőművészeti folyóirat kiadója.
A magyar nyelvű Ki Kicsoda szerkesztője 1979 óta, főszerkesztője 1990 óta.

## Családja
Nős, felesége Reisz Ágnes, akit 1977-ben vett feleségül. Két fiúgyermek Zoltán (1972), Gábor (1980) és egy lánygyermek Ildikó (1978–2019) édesapja.

## Művei
- Világpolitikai kislexikon (szerkesztő, 1979)
- Ki kicsoda (szerkesztő, 1981)
- A nemzetközi szervezetek kisszótára (1985)
- Magyar ki kicsoda (szerkesztő, 1990)
- Magyar és nemzetközi ki kicsoda (főszerkesztő, 1991, 1993, 1995, 1997)
- Ki kicsoda 2000 I.-III. (főszerkesztő, 1999–2000)
- Biográf Ki kicsoda (főszerkesztő, 2001, 2003)
- MTI Ki kicsoda (főszerkesztő, 2005, 2008)